# Woobie Doobie
Woobie Doobie − polski zespół grający jazz, fusion i funk, powstały w 1992 r.

## Historia zespołu
Zespół Woobie Doobie powstał latem 1992. W pierwotnym składzie znaleźli się: Wojtek Olszak (instrumenty klawiszowe), Karim Martusewicz (gitara basowa) i Michał Dąbrówka (perkusja). Jesienią 1992 do grupy dołączyli: Mariusz „Fazi” Mielczarek (saksofon) i Michał Grymuza (gitara). Pierwszy koncert odbył się 6 listopada 1992 r. w Jazz Clubie 77 w Warszawie. Później zespół koncertował m.in. w klubach Akwarium, klubie Remont, oraz na Warsaw Summer Jazz Days (1993 i 1994), Gdynia Summer Jazz Days (1993). Jeden z koncertów grupy był bezpośrednio transmitowany przez Radio Zet.
Na początku 1994 roku do zespołu doszedł Wojtek Pilichowski (gitara basowa). Woobie Doobie było oficjalnym prezenterem firmy Yamaha podczas targów muzycznych Intermedia 1993 i 1994 we Wrocławiu. Od połowy 1994 roku stale współpracowali z Edytą Górniak grając m.in. na festiwalach piosenki w Opolu i Sopocie. Jesienią 1994 zespół wystąpił w finale Konkursu Młodych Europejskich Zespołów Jazzowych w Leverkusen. W grudniu 1994 grupa wystąpiła na festiwalu Jazz Piano Rock Song w Kaliszu. W marcu 1995 pojawiła się debiutancka płyta Woobie Doobie − The Album, zarejestrowana w studio Winicjusza Chrósta, wydana nakładem Olszak Records. W tym czasie zespół nagrał album Edyty Górniak – Dotyk, którego producentami byli Wojtek Olszak i Rafał Paczkowski (realizator), a także wziął udział w trasie koncertowej, promującej ten krążek. Razem z Edytą Górniak wystąpił jako jedna z gwiazd festiwalu Sopot 1995. Grupa wystąpiła na dwóch międzynarodowych festiwalach jazzowych: Getxo Jazz Festival w Hiszpanii oraz Jazz in Marciac we Francji (obok tak znanych wykonawców, jak Chick Corea, Wynton Marsalis, Ray Charles i innych). W listopadzie 1995, Woobie Doobie wystąpiło jako gwiazda festiwalu Pomorska Jesień Jazzowa.
W 1997 podczas koncertu na festiwalu Yamaha Days w Warszawie do zespołu dołączył Marcin Nowakowski (saksofon). W tym samym czasie rozpoczęła się stała współpraca Woobie Doobie z Natalią Kukulską (nagranie płyt Puls i Autoportret, trasy koncertowe, występy m.in. na festiwalach Opole 1998 i 1999). Na początku roku 2000 grupa podpisała kontrakt z firmą Universal Music i rozpoczęła pracę nad drugim albumem Bootla. Nagrywanie płyty (ze sporymi przerwami) trwało od lutego do września. Płytę zarejestrowano w Woobie Doobie Studio i Studio Winicjusza Chrósta. Premiera odbyła się 17 września 2001 r. Krążek Bootla został nominowany do nagrody Fryderyk w kategorii Jazzowa Płyta Roku.
W latach 2002–2012 członkowie grupy skupili się na studyjnej i koncertowej pracy z wieloma artystami, nagrywając płyty jako muzycy sesyjni, producenci muzyczni czy kompozytorzy. Wojtek Pilichowski i Marcin Nowakowski nagrywali własne autorskie płyty. 
Na początku 2012 roku zespół zebrał się w swoim pierwotnym składzie. Szybko zapadła decyzja o nagrywaniu kolejnej płyty. Sesje nagraniowe w Woobie Doobie Studios rozpoczęły się w kwietniu 2012 roku i ze sporymi przerwami potrwały do września 2013. Realizacją dźwięku zajęli się: Wojtek Olszak i Łukasz Błasiński, masteringiem: Grzegorz Piwkowski. Nowy album nosi tytuł Dawne tańce i melodie.

## Składy zespołu
skład, lato 1992
- Wojtek Olszak − instrumenty klawiszowe
- Karim Martusewicz − gitara basowa
- Michał Dąbrówka − perkusja

skład, jesień 1992
- dochodzą: Mariusz „Fazi” Mielczarek − saksofon
- Michał Grymuza − gitara

skład 1995
- zmiana basisty: Wojtek Pilichowski − gitara basowa

skład 1997
- zmiana saksofonisty: Marcin Nowakowski − saksofon

aktualny skład 2012
- Wojtek Olszak − instrumenty klawiszowe
- Mariusz „Fazi” Mielczarek − saksofon
- Michał Grymuza − gitara
- Wojtek Pilichowski − gitara basowa
- Michał Dąbrówka − perkusja

## Dyskografia
- 1995 − The Album (Olszak Records)
- 2001 − Bootla (Universal Music)
- 2009 − reedycja The Album (Rec Records)
- 2014 – Dawne tańce i melodie (Fonografika)